# Tropidophoxinellus
Tropidophoxinellus is een geslacht van straalvinnige vissen uit de familie van karpers (Cyprinidae).

## Soorten
- Tropidophoxinellus alburnoides (Steindachner, 1866)
- Tropidophoxinellus hellenicus (Stephanidis, 1971)
- Tropidophoxinellus spartiaticus (Schmidt-Ries, 1943)